# ببغاء بيونس برونزي الجناحين
ببغاء بيونس برونزي الجناحين (الاسم العلمي: Pionus chalcopterus) (بالإنجليزية: Bronze-winged parrot)‏ ، هو نوع ينتمي إلى بستاكيداي (فصيلة: Psittacidae) .

## عادات
عادة ما يتم مراقبة الببغاء بيونس برونزي الجناحين في ازواج وحتى في مجموعات من 10 ببغاوات.
يقوم الببغاء بيونس برونزي الجناحين ببناء عشه عادة في فجوات الأشجار, عادة ما تكون البيوض في مجموعة من 3 إلى 4 بيوض في مجموعة, تحضن الأم الانثى البيض لمدة 26 يوماً, وعادة ما تغادر الطيور الصغيرة العش بعد 70 يوماً من يوم خروجها من البيضة.